# Барбара Енгелькінг
Барбара Енгелькінг (нар. 22 квітня 1962) — польська психологиня і соціологиня, що спеціалізується на дослідженні Голокосту. Засновниця і директорка Польського центру дослідження Голокосту у Варшаві, вона є авторкою або редакторкою кількох праць про Голокост у Польщі.

## Освіта і кар'єра
Народившись у Варшаві, з 1976 року Барбара Енгелькінг відвідувала 6-ту середню школу. Тадеуша Рейтана у Варшаві. У 1980 році склала випускні іспити за середню школу. Вона розпочала навчання на факультеті психології Варшавського університету; здобула ступінь магістра в 1988 році на основі праці Спроба систематизувати теорії, що пояснюють причини антисемітизму.
У 1988 році Енгелькінг здобув ступінь магістра психології у Варшавському університеті та ступінь доктора соціології в Польській академії наук, також у Варшаві за дисертацію «Досвід Голокосту та його наслідки в автобіографічних розповідях»(1993).
З 1993 року Енгелькінг була асистенткою, а потім доценткою у Польському центрі дослідження Голокосту, що входить до складу Інституту філософії та соціології Польської академії наук. З 2014 року вона очолює польський відділ Міжнародної рада Освенцима. З листопада 2015 року по квітень 2016 року вона була запрошеною стипендіаткою Іни Левін у Центрі Мандела Меморіального музею Голокосту Сполучених Штатів Америки у Вашингтоні, округ Колумбія.

## Праці
У книзі Енгелькінг «Варшавське гетто: путівник по загиблому місту» (2009), написаній разом з Яцеком Леочаком, надаються детальні карти гетто, щоб читачі могли знайти вулиці та колишні громадські споруди. Майкл Маррус описав її як «приголомшливий твір, одну з найважливіших книг про історію нацистського Голокосту».
У рецензії на книгу Енгелькінг «Такий прекрасний сонячний день: євреї шукають притулку в польському селі, 1942—1945» (2016), вперше опубліковану польською мовою у 2012 році, Ґжеґож Россолінський-Лібе писав, що вона кидає виклик німецькій тенденції нехтувати ненімецькими Винуватців Голокосту, а також польська тенденція розглядати поляків в окупованій Німеччиною Польщі виключно як жертв. У 2013 році історик Самуель Кассов назвав роботу Енгелькінг та трьох інших вчених (Яна Грабовського, Аліни Скібінської та Даріуша Лібьонка) «першокласним історичним досягненням», що підриває «корисливі міфи про польсько-єврейські відносини у Другій світовій війні».
У 2018 році Енгелькінг і Грабовський спільно відредагували Dalej jest noc: losy Żydów w wybranych powiatach okupowanej Polski (Ніч без кінця: доля євреїв в окупованій Німеччиною Польщі), двотомне дослідження дев'яти повітів Німеччини на 1600 сторінок. окупували Польщу під час Голокосту.
У лютому 2021 року варшавський суд постановив, що Грабовський і Енгелькінг повинні вибачитися за свої претензії щодо Едварда Малиновського (солтиса польського села Маліново) у Dalej jest noc; у серпні це рішення було скасовано апеляційним судом.

## Вибрані твори
- (2001). Holocaust and Memory: The Experience of the Holocaust and its Consequences. London: Leicester University Press (edited by Gunnar S. Paulsson). ISBN 978-0718501594
- (2009) with Jacek Leociak. The Warsaw Ghetto: A Guide to the Perished City. New Haven: Yale University Press. ISBN 978-0300112344ISBN 978-0300112344[10]
- (2009) with Dariusz Libionka. Żydzi w powstanńczej Warszawie. Polish Center for Holocaust Research. ISBN 978-8392683117ISBN 978-8392683117[16]
- (2016). Such a Beautiful Sunny Day: Jews Seeking Refuge in the Polish Countryside, 1942—1945. Jerusalem: Yad Vashem. ISBN 978-9653085411ISBN 978-9653085411
- (2018) with Jan Grabowski (eds.). Dalej jest noc. Losy Żydów w wybranych powiatach okupowanej Polski [Night Continues: the Fates of Jews in Selected Counties of Occupied Poland], 2 volumes. Warsaw: Centrum Badań nad Zagładą Żydów [Center for Research into the Extermination of the Jews]. ISBN 978-8363444648ISBN 978-8363444648 ISBN 978-8363444587[17]